# Javier Fortuna
Javier Fortuna (* 7. Juli 1990 in La Romana, Dominikanische Republik als Javier Santiago Fortuna Francisco) ist ein dominikanischer Profiboxer und ehemaliger WBA-Weltmeister im Superfedergewicht.

## Amateurkarriere
Javier Fortuna gewann als Amateur 98 von 114 Kämpfen und war unter anderem Teilnehmer der Junioren-Weltmeisterschaft 2006 in Agadir.

## Profikarriere
Er wurde 2009 Profi beim Promoter Sampson Boxing LLC, seine Trainer sind Hector Bermudez und Pablo Sarmiento.
Er blieb in 20 Kämpfen ungeschlagen und siegte dann im Juli 2012 durch TKO in der zweiten Runde gegen den ehemaligen IBF-Weltmeister Cristobal Cruz, sowie in seinem nächsten Kampf am 8. Dezember 2012 einstimmig gegen den bis dahin ungeschlagenen Patrick Hyland (Kampfbilanz: 27-0), wodurch er Interimsweltmeister der WBA im Federgewicht wurde.
Da er bei der Abwaage am Tag vor seiner ersten Titelverteidigung das Gewichtslimit nicht erfüllte, wurde ihm der WBA-Interimstitel entzogen und hätte nur von seinem Gegner Miguel Zamudio (25-1) gewonnen werden können. Fortuna, der vom Ring Magazine bereits auf Platz 9 der WM-Herausforderer geführt wurde, gewann den Kampf jedoch durch K. o. in der ersten Runde.
Fortuna wechselte anschließend in das Superfedergewicht, blieb in sechs Kämpfen ungeschlagen und konnte am 29. Mai 2015 im Barclays Center von Brooklyn um den regulären WBA-Weltmeistertitel dieser Gewichtsklasse boxen, wobei er einstimmig gegen Bryan Vázquez (34-1) gewann. Der Titel war besitzlos (vakant), nachdem der bisherige Titelträger Takashi Uchiyama vom Verband zum Super World Champion aufgewertet worden war.
In seiner ersten Titelverteidigung am 29. September 2015 siegte er durch TKO in der zehnten Runde gegen Carlos Velásquez (19-1), verlor den Gürtel jedoch in der zweiten Verteidigung am 24. Juni 2016 selbst durch TKO in Runde 11 an Jason Sosa (18-1), nachdem er bis zum Kampfabbruch bei allen drei Punktrichtern in Führung gelegen war.
Fortuna wechselte danach in das Leichtgewicht und gewann vier Kämpfe, drei davon gegen ungeschlagene Kontrahenten. Er konnte daraufhin am 20. Januar 2018 im Barclays Center von Brooklyn gegen den IBF-Weltmeister Robert Easter (20-0) antreten, wobei der WM-Gürtel aufgrund einer Gewichtsüberschreitung durch Fortuna bei der Abwaage vor dem Kampf nicht auf dem Spiel stand. Fortuna verlor den Kampf per geteilter Mehrheitsentscheidung nach Punkten.
Durch einen Punktsieg gegen den ehemaligen WBA-WM-Herausforderer Sharif Bogere (32-1), sowie zwei vorzeitigen Siegen gegen den ehemaligen WBA-Weltmeister Jesús Cuellar (29-3) und Antonio Lozada (40-4), erhielt er am 9. Juli 2021 eine weitere Titelchance und boxte um die Interimsweltmeisterschaft der WBC, verlor jedoch einstimmig gegen Joseph Diaz (31-1).
Am 16. Juli 2022 verlor Fortuna durch K. o. in der sechsten Runde gegen Ryan Garcia (22-0).